# Skierbieszów (Zamość)
Pour les articles homonymes, voir Skierbieszów.
Skierbieszów (prononciation [skʲɛrˈbjɛʂuf]) est un village de la gmina de Skierbieszów, du powiat de Zamość, dans la voïvodie de Lublin, situé dans l'est de la Pologne.
Il est le siège administratif (chef-lieu) de la gmina rurale de Skierbieszów.
Skierbieszów se situe à environ 17 kilomètres au nord-est de Zamość (siège du powiat) et 71 kilomètres au sud-est de Lublin (capitale de la voïvodie).
Sa population s'élevait à 1 315 habitants en 2006.

## Administration
De 1975 à 1998, le village est attaché administrativement à l'ancienne voïvodie de Zamość.

Depuis 1999, il fait partie de la nouvelle voïvodie de Lublin.

## Personnalités
- Ludwik Wiśniewski (né en 1936), dominicain polonais y est né.
- Horst Köhler (1943-2025), économiste et homme d'État allemand y est né.